# Hans-Adam Stolte
Hans-Adam Stolte (* 9. April 1888 in Bernburg; † 29. Oktober 1975 in Tübingen) war ein deutscher Zoologe und Hochschullehrer.

## Leben
Hans-Adam Stolte war der Sohn des Stabsarztes und späteren Verlegers  Paul Stolte (1847–1932) und dessen Ehefrau Agathe Rose (1859–1920), Tochter des Referendars und Brauereibesitzers Friedrich Leopold Rose (1819–1891). Hans-Adam ist ein Enkel des Königlichen Hofarztes Theodor Stolte.
Er besuchte von 1899 bis 1902 die Nicolaischule, von 1902 bis 1908 das Königin-Carola-Gymnasium in Leipzig. Nach seinem Abitur leistete er von 1908 bis 1909 den Militärdienst als Einjährig-Freiwilliger bei der Reitabteilung des  Feldartillerie Regiment von Podbielski (1. Niederschlesisches) Nr. 5 in Sagan ab. Von 1909 bis 1914 widmete er sich dem Studium der Naturwissenschaften in Freiburg im Breisgau, München und Leipzig.
Im Ersten Weltkrieg diente er von 1914 bis 1918 als Leutnant der Reserve im  Infanterie-Regiment 331. Für seine Verdienste wurde er mit dem Eisernen Kreuz 1. Klasse und 2. Klasse, dem schweren Verwundetenabzeichen und dem Ehrenkreuz für Frontkämpfer ausgezeichnet.
Ab 1919 studierte er in Würzburg, wo er am 22. Juni mit der Arbeit „Experimentelle Untersuchungen über die ungeschlechtliche Fortpflanzung der Naiden“ promoviert wurde. von 1920 bis 1922 war er als Assistent am Zoologischen Institut der Julius-Maximilians-Universität Würzburg beschäftigt. Von 1923 bis 1925 an der Universität in Königsberg. 1923 habilitiert für Zoologie und vergleichende Anatomie, 1925 Umhabilitation nach Tübingen. 1927 wurde er zum außerordentlichen Professor ernannt. Von 1928 bis 1937 Kustos an der Sammlung des Zoologischen Instituts der Universität Tübingen. 1936 übernahm er die Lehrstuhlvertretung für Zoologie.
Von 1937 bis 1945 war er Professor für Zoologie und Direktor des Zoologischen Instituts der Universität Tübingen. Die Entlassung war im Oktober 1945. Von 1949 bis zu seiner Emeritierung 1952 war er wiederum ordentlicher Professor für Zoologie.
Am 25. September 1918 ehelichte er in Naumburg Helene Dirks (1893–1992), Tochter des Unternehmers Heinrich Bernhard Dirks (1848–1936), dem Erbauer der Villa Columbia in Radebeul, und seiner Ehefrau Maria Jasmer (1863–1952).

## Schriften
- Experimentelle Untersuchungen über die ungeschlechtliche Fortpflanzung der Naiden, Jena, Gustav Fischer, 1921.
- Untersuchungen über experimentell bewirkte Sexualität bei Naiden. In Biologisches Zentralblatt, 1921, Band 41, Heft 12.
- Über experimentell bewirkte Sexualität bei Naiden. In Verhandlungen der Deutschen Zoologischen Gesellschaft E. V., 1921, Band 26.
- Mechanische und vitalistische Strömungen in der Geschichte der biologischen Theorien. In Naturwissenschaftliche Wochenschrift, 1922, Band 21, Heft 21.
- Verlauf, Ursachen und Bedeutung der Enzystierung bei Blepharisma. In Verhandlungen der Deutschen Zoologischen Gesellschaft E. V., 1922, Band 27.
- Der Einfluß der Umwelt auf Macronucleus und Plasma von Stentor coeruleus EHRBG. Ein experimenteller Beitrag zur Frage der Kernplasmabeziehungen. In Archiv für Protistenkunde, 1922, Band 45, Heft 3.
- Wege und Ziele der experimentellen Methoden in der Zoologie. In Naturwissenschaftliche Korrespondenz, 1923, Band 2, Heft 1. Antrittsvorlesung, gehalten am 5. Mai 1923 in der Aula der Albertus-Universität zu Königsberg.
- Morphologische und physiologische Untersuchungen an Blepharisma undulans Stein.  In Archiv für Protistenkunde, 1924, Band 48.
- Altersveränderungen bei limicolen Oligochäten (mit Demonstration). In Verhandlungen der Deutschen Zoologischen Gesellschaft E. V., 1924, Band 29.
- Die Kultur von Blepharisma undulans Stein und seine Verwendung in zoologischen Kursen. In Zoologischer Anzeiger, 1926, Band 65, Heft 7/8.
- Tierische Individualität unter natürlichen und experimentellen Bedingungen. In Die Erde, 1926, Band 4, Heft 2/3.
- Studien zur Histologie des Altersprozesses. Zugleich ein Beitrag zur Kenntnis der „Mesodermzellen“ der Oligochäten. In Zeitschrift für wissenschaftliche Zoologie, 1927, Band 129, Heft 1.
- Analyse der Bedingungen für Knospung und Sexualität bei Hydra attenuata Pallas. In Biologisches Zentralblatt, 1928, Band 48, Heft 5.
- Die Cupola im Labyrinth der Fische im lebenden und fixierten Zustande. In Zoologischer Anzeiger, 1928, Band 77, Heft 7/8.
- Bewegungsformen und Reizbenatwortung bei Glycera siphonostroma Chiaje (Polychaeta). In Verhandlungen der Deutschen Zoologischen Gesellschaft E. V. anläßlich der 32. Jahresversammlung 1928, 1928.
- Regeneration und Wachstum von Polyopthalmus pictus Duj. in Beziehung zum Problem der Zellkonstanz. In Wilhelm Roux Archiv für Entwicklungsmechanik der Organismen, Berlin, Verlagsbuchhandlung Julius Springer 1929.
- Zur Biologie der Ährenmaus (Mus spicilegus Heroldi Krauße) und ihrer Bastarde mit der albinotischen Hausmaus. In Verhandlungen der Deutschen Zoologischen Gesellschaft 1929, 1929.
- Mus spicilegus und der „Formenkreis“ des Mus musculus L. Bemerkungen zu einer Arbeit von E. Mohr und G. Dunker: Vom Formenkreis des Mus musculus L.. In Zoologischer Anzeiger, 1930, Band 90, Heft 7/8.
- Nochmals Mus spicilegus und der Formenkreis des Mus musculus L. In Zoologischer Anzeiger, 1931, Band 94, Heft 1/2.
- Untersuchungen über Bau und Funktion der Sinnesorgane der Polychätengattung Glycera Sav. In Zeitschrift für wissenschaftliche Zoologie, 1932, Band 140, Heft 2/3.
- Analyse außergewöhnlicher Formen der Bewegung bei einigen bodenbewohnenden Polychäten. In Jenaische Zeitschrift für Naturwissenschaft, 1932, Band 67.
- Die Herkunft des Regenerationsmaterials in der Teilungszone von Dero limosa LEIDY und das Problem der Aktivierung dieser Zellen (Blastocytenstudien I). In Zeitschrift für wissenschaftliche Zoologie, 1932, Band 143, Heft 2.
- Über die zelluläre Grundlagegeschlechtlicher und ungeschlechtlicher Fortpflanzung bei Stylaria lacustris L. (Blastocytenstudien II). In Verhandlungen der Deutschen Zoologischen Gesellschaft, 1933, S. 104-112.
- Formgestaltung im Tierreich. Stuttgart, W. Kohlhammer Verlag, 1934.
- Keimzellen und Körperzellen, entwicklungsphysiologisch betrachtet. In Die medizinische Welt, 1934, Nr. 30.
- Die Sammlung des Zoologischen Instituts. In Die Tübinger Sammlungen, 1935.
- Erscheinungsform und Bedeutung totipotenter Körperzellen (Blastozyten) bei wirbellosen Tieren. In Biologisches Zentralblatt, 1935, Band 55, Heft 11/12.
- Über Regeneration und Nervensystem nach neuen Versuchen an Anneliden und Nemertinen. In Verhandlungen der Deutschen Zoologischen Gesellschaft, 1935, S. 149-156.
- Die Herkunft des Zellmaterials bei regenerativen Vorgängen der wirbellosen Tiere. In Biological Reviews, 1936, Vol. XI.
- Gestaltung, Zeichnung und Organabbau unter dem Einfluß normaler und alternder Gonaden bei Polyophthalmus pictus Duj. (Polychaeta). In Zeitschrift für wissenschaftliche Zoologie, 1937, (A) 150, S. 107-154.
- Cellularbiologie und Ganzheitsbiologie, Biostatik und Biodynamik. In Zeitschrift für die gesamte Naturwissenschaft, 1937, Heft 4/5.
- Über Entwicklung und Vererbung des Temperamentes wilder und domestizierter Kaninchen. In Neue Erkenntnisse und Probleme der Zoologie (Klatt-Festschrift), 1950, S. 980-999.
- Gedanken über das Schöpferische im lebendigen Geschehen. In Naturwissenschaftliche Rundschau, 1953, Heft 1, S. 7-13.
- Individualität, Lebensdauer und natürlicher Tod der Zooide von Stylaria Lacustris L. (Blastocytenstudien V),In Z. Morph. u. Ökol. Tiere, 1956, Band 44, S. 367-414.